# Hyakki yagyō

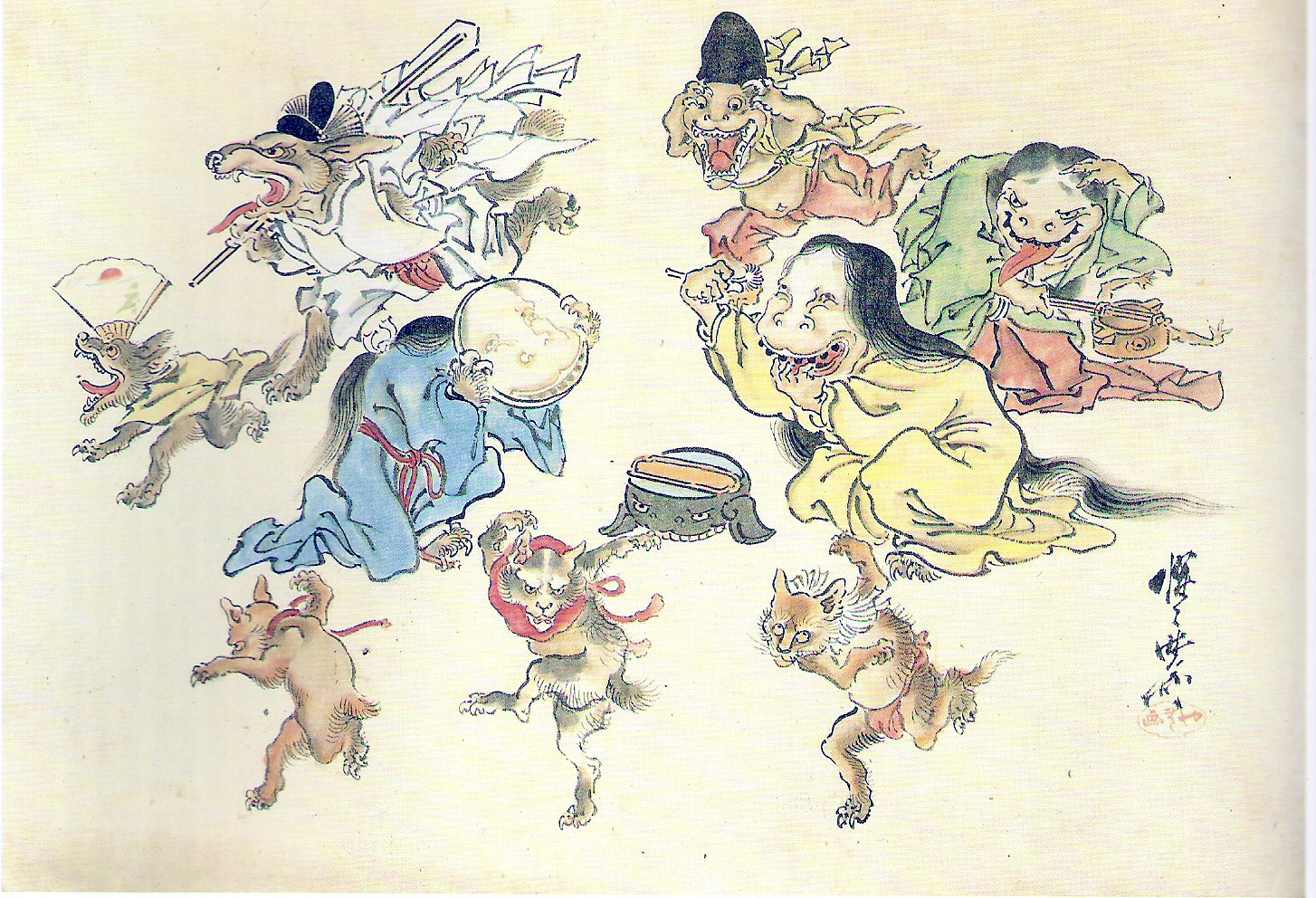
Hyakki Yakō illustrato da Kawanabe Kyōsai.

Hyakki yagyō o Hyakki yakō (百鬼夜行? lett. "La parata notturna dei cento demoni") è una credenza del folklore giapponese.

## Descrizione
Secondo questa tradizione, ogni anno, gli yōkai prendono d'assalto le strade durante le notti d'estate. Tutti coloro che passano vicino a questa processione muoiono, a meno che non siano protetti da un sutra.
Lo Hyakumonogatari Kaidankai è un gioco per bambini basato su questa leggenda.

## Nell'arte
La parata notturna è un tema molto popolare nelle arti visuali giapponesi.
Uno degli esempi più antichi e più famosi è l'emakimono del XVI secolo chiamato Hyakki Yagyō Zu (百鬼夜行図?), erroneamente attribuito a Tosa Mitsunobu, situato nel Shinju-an di Daitoku-ji, Kyōto.
Altre opere notevoli sono quelle di Toriyama Sekien (Gazu hyakki yagyō) e di Utagawa Yoshiiku. Tuttavia, le opere di Toriyama presentano yōkai separati in voci enciclopediche piuttosto che assemblati in una parata, mentre il Kokkei Wanisshi-ki (Testimonianza comica della Storia giapponese) di Utagawa, utilizza il tema dei 100 demoni per commentare le azioni militari contemporanee del Giappone in Cina.
Nel film dello Studio Ghibli Pom Poko assomiglia a uno Hyakki yagyō.